# Francisco José Figueroa Alonso
Francisco José Figueroa Alonso, més conegut com a Fran, és un exfutbolista valencià. Va nàixer a València el 22 de juny de 1972. Ocupava la posició de defensa.

## Trajectòria[1][2]
Format al planter del València CF, mentre juga al filial hi debuta amb els valencianistes a primera divisió, jugant un encontre a la campanya 92/93 i un altre a la següent. Sense continuïitat al València, recala al Nàstic de Tarragona, de Segona B.
El 1997 deixa el Nàstic i recala al Polideportivo Almería, i a l'any següent fitxa per la UE Lleida. Els lleidatans jugaven a Segona Divisió i el defensa és titular durant les dues primeres temporades. A la tercera, la 00/01, només disputa 16 partits, i el Lleida baixa a Segona B.
Les seues bones actuacions a Lleida criden l'atenció del RCD Espanyol, que el fitxa la temporada 01/02. El valencià retorna d'aquesta manera a jugar a la màxima categoria. Ho fa en 17 ocasions. La temporada següent juga amb el Reial Oviedo. És titular de nou, però els asturians perden la categoria per descens administratiu.
Ara resideix al seu domicili a Chiva amb la seua dona i els seus dos fills